# Kobeliaky
Kobeliaky (del ucraniano: Кобеля́ки) es una ciudad situada a orillas del río Vorskla que pertenece al distrito de Kobeliaky en Poltavska óblast.

## Historia

### Primeros asentamientos
El territorio de Kobeliaky fue colonizado entre el siglo II y VI. Cerca de la ciudad se han encontrado asentamientos de la cultura de Cherniakhiv. Es posible que el territorio haya sido poblado durante los tiempos de la Horda de Oro, ya que los arqueólogos han encontrado restos del acueducto de arcilla típico de estos países.

### Fundación de la ciudad
La localidad fue marcada en el mapa de Guillaume de Beauplan en 1630.
Es posible que el nombre de la ciudad provenga del río Kobeliachka. Según la leyenda el río debe su nombre a dos tribus enemigas que vivían en ambos bancos del río – Koby y Liakhy. Cuando una pareja de jóvenes de las dos tribus intentó casarse se lo prohibieron y por ese motivo decidieron tirarse al río y morir. Después de esto las dos tribus se unieron y de ahí surgió el nombre de Kobeliaky. Esa leyenda no tiene confirmaciones históricas pero es conocido que en aquellos tiempos vivan tribus diferentes en el territorio de Kobeliaky. Según otra leyenda, la ciudad se llama de esta forma porque allí pastaban caballos. También es posible que el nombre provenga de dos palabras – caballo y asustar.

### El Hetmanato cosaco
Desde el inicio de la revolución cosaca en 1648, Kobeliaky fue el centro del regimiento de Poltava. En 1654 tras la nueva unión con Moscovia, Kobeliaky se transforma en una fortaleza en la frontera contra los tártaros y Bohdán Khmelnytsky aplicó sus esfuerzos en fortalecer la ciudad.

### Fortaleza de Kobeliaky
Por primera vez encontramos información sobre la fortaleza de Kobeliaky en el mapa de Guillaume de Beauplan a mediados del siglo XVII, según el cual, esta constaba de dos partes. En el mapa de la ciudad de 1781 se pueden observar las líneas de las antiguas fortificaciones, cuyos restos se conservaron hasta principios del siglo XX.

### Ruina
En 1657, el nuevo hetman Ivan Vyhovsky extendió el territorio de Yuriy Nemyrych a 6 ciudades, incluyendo a Kobeliaky, lo que creó un conflicto con Martyn Pushkar (insurrección de 1658).

### En el Imperio Ruso
En 1760 el conde Mikhail Vorontsov se apropia una parte de los terrenos de los cosacos y campesinos.
En 1828 se crea el Ayuntamiento y después el servicio de correos. En 1843 Kobeliaky obtiene su escudo.

### Movimiento de liberación y período de entreguerras
A mediados del siglo XIX en la ciudad existían dos rutas comerciales para Katerynoslav, Poltava y Kremenchug. Había 5  ferias por año. En 1859 en la ciudad vivían 7993 habitantes, en 1863 – 9424 habitantes y ya en 1897 – 10487 habitantes.
En 1870 empieza a funcionar la estación de ferrocarril. En 1859 se abre un hospital del condado. Además en la ciudad había colegios, escuelas secundarias, una escuela de comercio y un Centro de cultura (Narodnuy Dim) con un equipo teatral dirigido por Kyreiev.
En 1910 en Kobeliaky había 11 087 habitantes, 3 molinos de vapor, 5 confiterías, 2 fábricas de agua mineral, una cervecería y una imprenta.
El parque  público existe desde 1917. En el año 1916 en la ciudad vivían más de 20 000 habitantes, incluyendo los refugiados.
Durante la revolución en 1905 en Kobeliaky había descontento entre el campesinado. En 1905 se publica por primera vez un periódico «Zemlya» («Земля», Tierra), en 1911 y 1913 existía un periódico diario «Kobelyakskoe slovo» («Кобелякское слово», La palabra de Kobeliaky).

Desde el 7 de noviembre de 1917 la ciudad perteneció a la República Popular Ucraniana. Después de la retirada de los soldados y una serie de derrotas, los bolcheviques se anexionaron Kobeliaky en 1920.

Después del «Terror Rojo» en 1923 en la ciudad había 12 395 habitantes, en 1926 – 10984 la mitad  que en 1916. No todos habían sobrevivido los tiempos oscuros – Rozcurculenya (la campaña soviética de represión política contra los campesinos más ricos), colectivización, holodomor, represiones.
Lo mismo pasó con la población judía, su cuantía en 1930 baja rápidamente y en el año 1939 cuenta con 360 habitantes (4 %).

### II Guerra Mundial
Durante la ocupación alemana (15.09. 1941 - 25.09. 1943) los nazis mataron 771 habitantes y destruyeron 186 edificios. En enero-febrero de 1942 mataron aproximadamente 110-126 judíos. En marzo de 1941 entre 23 y 25 mujeres judías con niños que se quedaron en la ciudad fueron envenenados. Entre marzo y mayo de 1943 el cementerio judío situado fuera de la ciudad fue destruido.

## Actualidad
Kobeliaky cuenta con una confitería, una fábrica de confección, una de pan y una de pienso. Las conducciones de gas se instalaron en 1966. Hay un mercado cubierto, una estación de autobuses, 3 escuelas, una escuela de música, un internado, una escuela-taller y dos jardines de infancia. También hay un centro de Fisioterapia Manual, un Centro de cultura con aforo para 550 personas, una biblioteca que cuenta con 173 000 libros, un museo de historia, un museo de la literatura y arte y 3 parques.
Además se imprimen los periódicos «Kolos» (Колос, Espiga), «Echo» (Ехо, Eco).

## Personajes famosos
- Kasyan Mykola Andriyovych (1937-2009) – médico osteópata.
- Kashyn Volodymyr Leonidovych (1917-1992) – escritor.
- Shkurat Stepan Josypovych (1885-1973) – artista (República Socialista Federativa Soviética de Rusia, 1935).
- The Vyo – grupo de música, fundado en 1991.
- Entre 1932 y 1944 en la ciudad vivió el compositor Vitaliy Kyreiko.
- A mediados de 1890 Kobeliaky fue visitada por el escritor ruso Ivan Bunin.

## externos
- Wikimedia Commons alberga una categoría multimedia sobre Kobeliaky.

- Datos: Q269538
- Multimedia: Kobeliaky / Q269538